# 高橋巌太郎
高橋巌太郎（たかはし いわたろう、1863（文久３）年 - 1938（昭和13）年）は明治初期の大工・建築家。

## 来歴
山形県鶴岡市泉町に住む善宝寺お抱え棟梁・山本佐兵エの長男として生まれる。明治７年大山新民学校を卒業。同９年、16歳で当時名棟梁として知られていた高橋兼吉に弟子入り。そして兼吉に見込まれて長女・安江と結婚。兼吉の右腕として働くようになったという。
直筆の履歴書が残っており、和風建築としては深山神社、由豆佐売神社、荘内神社などの設計がわかっている。
洋風建築の最初の設計には旧鶴岡警察署があるが、そのころから諸官庁（山形県・東西郡役所・町村役場）の公吏として設計監督についていたとみられる。
履歴書には、明治26年に内川の開運橋の設計関与についても記載している。
兼吉没後の明治27、28年ごろからは、山形県吏として奉職。その頃の作品に荘内中学校、飽海郡役所などがある。
また大蔵省の嘱託として鶴岡葉煙草取扱所の新築工事の設計に従事したと履歴にある。
明治32年には内務省の造神官技手として伊勢神宮の式年遷宮に従事し、家族とともに東京に移り住む。
このころより建築史家、米沢市出身の工学博士・伊東忠太（1867－1954）の指導を受け、全国の官・国幣社の造営や保存修理を行うようになったという。
明治40（1907）年に退官したが、請われて大正２年に再び内務省に入り、明治神宮などの設計に関与した。
養父兼吉と比較すると、父は卓越した技能者で、その養子の巌太郎は学者肌の建築家の赴であったという。